# Pirolusite
La pirolusite MnO2 è un minerale appartenente alla classe degli Ossidi, nello specifico al gruppo del rutilo XO2. Il termine pirolusite deriva dall'unione di due parole greche, Pyros (fuoco) e Louo (lavare) in quanto viene impiegata, grazie al suo effetto ossidante, per decolorare il vetro dalle tonalità date dal Ferro.

## Abito cristallino
Cristalli striati prismatici o aciculari, anche in aggregati botrioidali e in masse mammellonari. Si presenta solitamente anche in strutture dendritiche e reniformi.

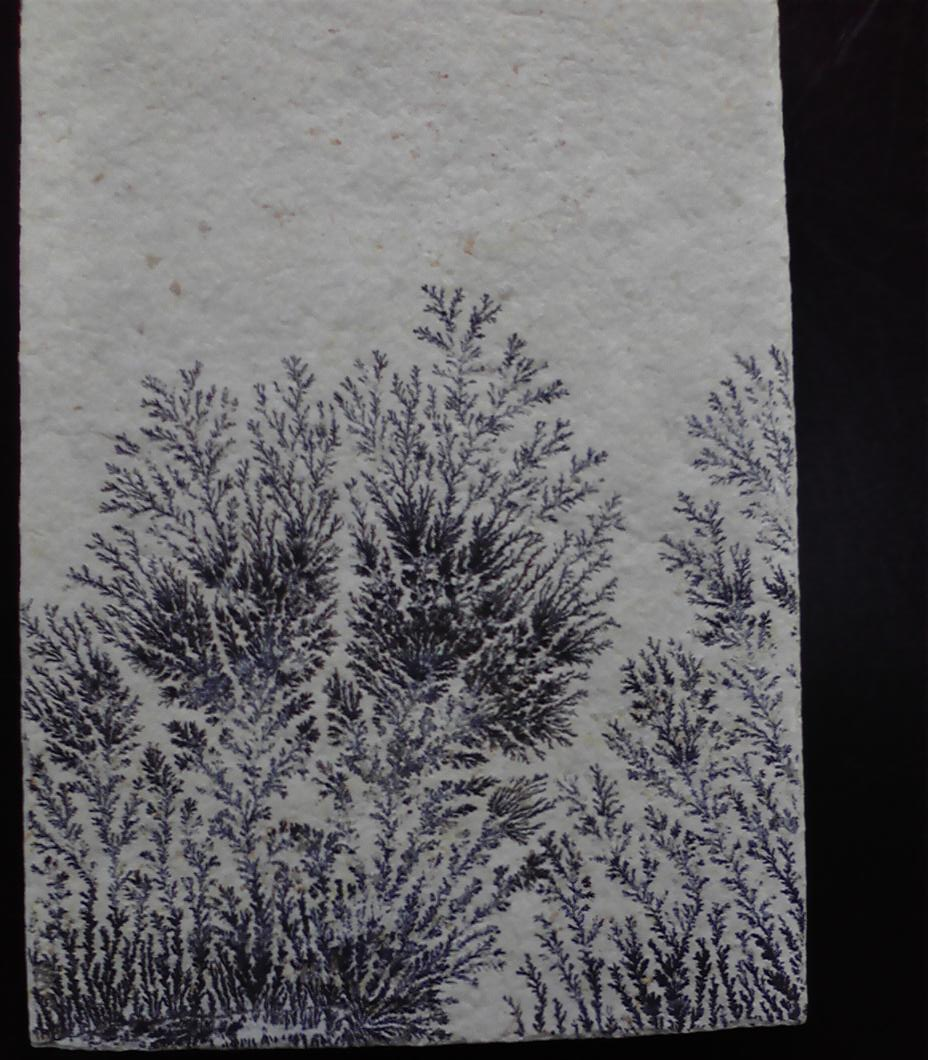
Cristalli resinoidi di Pirolusite

Sono molto rari i neri cristalli prismatici (varietà polianite). Più comuni gli aggregati terrosi e polverulenti ricchi di ossidi di manganese non cristallini (Wad).

## Origine e giacitura
Genesi sedimentaria per rideposizione di manganese su fondali marini o lacustri e torbiere. Inoltre può essere prodotta dall'alterazione di altri minerali contenenti manganese.

## Utilizzi
Si usa comunemente nel trattamento delle acque per la rimozione del ferro e del manganese in esse contenuto sotto forma di sali solubili.

## Forma in cui si presenta in natura
Si rinviene in noduli compatti nel fondo degli oceani o nei giacimenti manganiferi. In Africa, si trova nel deserto del Kalahari in Sudafrica, e nel Ghana. Nel continente americano è presente nelle Green Mountains del Vermont in U.S.A., nella regione della Nova Scotia in Canada, e in Brasile. In Asia è nota nel Deccan indiano.
Grandi depositi di wad e pirolusite si trovano in Georgia a Tchiatoura. In Europa è presente a Platten in Baviera, dove è stata trovata la polianite, nella Freiburg region del Baden-Württemberg (Germania), a Potucky in Cechia e in Gran Bretagna a Croft nel Leicestershire e in Cornovaglia. In Italia è presente in Sardegna, nell’isola di San Pietro, e nelle miniere di Prabornaz a Saint Marcel in Val d’Aosta. (Mindat).